# Ла Тремуй, Шарлотта Амелия де
Шарлотта Амелия де Ла Тремуй (фр. Charlotte Amélie de la Trémoille, 1 марта 1652, Туар — 21 января 1732, Утрехт) — мемуаристка и придворная дама из французского аристократического рода Ла Тремуй. Известна как фрейлина, фаворитка и конфидантка своей тётки, датской королевы Шарлотты Амалии.
Дочь Анри Шарля де ла Тремуя, принца де Тальмона и де Таранта (1620—1672) и Эмилии Гессен-Кассельской (1626—1693).
Шарлотта Амалия де ла Тремуй была воспитана во Франции своей бабушкой Марией де ла Тур д’Овернь, гугеноткой-кальвинисткой. После её смерти Шарлотта в 1665 году эмигрировала в Нидерланды, чтобы избежать обращения в католичество своим дядей, но вернулась в 1668 году. Её отец обратился в католичество в 1670 году и потребовал, чтобы его семья сделала то же самое, но те отказались. В 1672 году её тетя по материнской линии узнала о её трудностях, связанных с религией, и предложила ей приехать в Данию в качестве своей фрейлины, и она вместе с матерью прибыла в Копенгаген после того, как Людовик XIV разрешил ей покинуть Францию. В Дании она получила место фрейлины при дворе своей тёти-королевы. Поначалу ей было трудно приспособиться к датской придворной жизни, языком которой был немецкий, но вскоре Шарлотта стала любимой фрейлиной королевы. Она описывалась как благочестивая, но также как смелая и дерзкая.
29 мая 1680 года она вышла замуж за Антона I, графа фон Альденбурга (1633—1680), которому этот союз обеспечил лояльность к нему со стороны Людовика XIV. Этот брак пришёлся по нраву королю Дании так же, как и её матери, но встретил крайнюю неприязнь со стороны королевы, потому что Антон I принадлежал к партии при королевском дворе, которая была враждебна королеве, и она, по некоторым сообщениям, пожелала Шарлотте Амелии быстрее овдоветь. После своей свадьбы Шарлотта уехала в Ольденбург. Во время этого брака у неё родился сын. Она действительно овдовела всего через пять месяцев, и до конца своей жизни была вынуждена участвовать в длительном, непрекращающемся споре о наследстве с родственниками своего покойного супруга, чтобы защитить права своего сына. Во время этого процесса она несколько раз обращалась к датскому королевскому двору с безуспешными просьбами о помощи, но король поддерживал противоположную сторону. Однако известно, что королева оказывала ей помощь, часто приглашала её в гости и сама навещала её. Её падчерица Доротея Юстина Гакстгаузен также стала фавориткой королевы. Остаток своей жизни Шарлотта прожила в Нидерландах, с 1706 года — в Утрехте.
Шарлотта Амели де ла Тремуй написала мемуары, предназначенные для её сына, в которых описала свою жизнь с 1652 по 1719 год и особенно подробно описала известных людей, с которыми она встречалась, и на споре о наследстве, который она вела в интересах своего сына. С конца XIX века к ним проявился большой интерес.